# Socond
Socond (in ungherese Nagyszokond, in tedesco Gross-Sokond) è un comune della Romania di 2 457 abitanti, ubicato nel distretto di Satu Mare, nella regione storica della Transilvania. 
Il comune è formato dall'unione di 5 villaggi: Cuța, Hodișa, Socond, Soconzel, Stâna.